# Lo sciopero degli elettori
Lo sciopero degli elettori (La Grève des électeurs) è una cronaca, chiaramente anarchica, dello scrittore francese Octave Mirbeau, pubblicata il 28 novembre 1888 nel giornale francese Le Figaro.

## Storia editoriale
Il testo è stato pubblicato molte volte in forma di opuscolo, spesso associato con un'altra cronaca, «Prélude» (Le Figaro, 14 luglio 1889). Prima edizione nel 1902, nel nº 22 di un periodico anarchico, Les Temps nouveaux. Il testo è stato tradotto in una dozzina di lingue e distribuito in modo massiccio in tutta l'Europa dai gruppi anarchici.

## Contenuto
Come tutti gli anarchici, Mirbeau vede, nel suffragio universale e nel sistema elettorale dei paesi che si dicono democratici, un inganno con cui i dominanti possono ottenere facilmente il consenso dei poveri, cioè di quelli che opprimono e sfruttano. Cretinizzato, l'elettore medio crede le promesse più assurde dei candidati e si figura che sceglie liberamente un rappresentante onesto, mentre, in realtà, si tratta di un predatore: «A qual barocca sensazione, a quale misteriosa suggestione obbedisce quel bipede pensante, dotato, si pretende, di una volontà, e che se ne va, fiero del proprio diritto, sicuro si compiere un dovere, deporre in un'urna elettorale qualsiasi una scheda qualsiasi, poco importa il nome scrittovi sopra? [...] Tra i suoi ladri e carnefici, lui ha delle preferenze, e vota per i più rapaci e feroci. Ha votato ieri, voterà domani, voterà sempre. Le pecore vanno al macello. Non si dicono niente, loro, e niente sperano. Ma almeno non votano per il macellaio che le ucciderà, e per il borghese che le mangerà. Più bestia delle bestie, più pecora delle pecore, l'elettore nomina il proprio carnefice e sceglie il proprio borghese.» E Mirbeau conclude con un'ironia amara; «Ha fatto delle Rivoluzioni per conquistarne il diritto.»
Invece di assumere la sua libertà, l'elettore, «inesprimibile imbecille», sceglie un maestro, che non ha la minima preoccupazione per gli interessi del popolo: ciò facendo, l'elettore partecipa alla propria schiavitù. Perciò Octave Mirbeau invita gli elettori a essere cittadini lucidi ed a fare lo sciopero delle urne.